# Herman III de Suàbia
Hermann III († 1 d'abril de 1012) és un conradià duc de Suàbia de 1003 fins a la seva mort el 1012. Era el fill d'Herman II.
El regnat d'Herman en tant que duc fou en realitat controlat pel rei dels Romans, Enric II. En el moment de la seva ascensió, Herman era un adolescent, i Enric no apreciava als conradians. Hermann Ii es va oposar al seu rei el 1002. El control d'Enric sobre el ducat de Suàbia era sempre present fins i tot quan Herman III va morir el 1012. Ja que va morir sense fills, la descendència dels Conradians a Suàbia es va extingir. Enric va escollir a Ernest I per succeir-li. Dos anys més tard Ernest es va casar amb la germana d'Herman, Gisela.
| 909 | 909       | 911       | 911 | 915 | 915       | 917       | 917        | 926        | 926      | 950      | 950    | 954    | 954         | 973         | 973   | 982   | 982      | 997      | 997 |
|     | Burcard I | Burcard I | —   | —   | Erchanger | Erchanger | Burcard II | Burcard II | Herman I | Herman I | Ludolf | Ludolf | Burcard III | Burcard III | Otó I | Otó I | Conrad I | Conrad I |     |

| 997 | 997       | 1003      | 1003       | 1012       | 1012     | 1015     | 1015      | 1030      | 1030      | 1038      | 1038      | 1045      | 1045   | 1048   | 1048    | 1057    | 1057   | 1079   | 1079 |
|     | Herman II | Herman II | Herman III | Herman III | Ernest I | Ernest I | Ernest II | Ernest II | Herman IV | Herman IV | Enric III | Enric III | Otó II | Otó II | Otó III | Otó III | Rodolf | Rodolf |      |

| 1079 | 1079       | 1105       | 1105        | 1147        | 1147         | 1152         | 1152        | 1167        | 1167       | 1170       | 1170 |
|      | Frederic I | Frederic I | Frederic II | Frederic II | Frederic III | Frederic III | Frederic IV | Frederic IV | Frederic V | Frederic V |      |

| 1170 | 1170        | 1191        | 1191      | 1196      | 1196    | 1208    | 1208   | 1212   | 1212         | 1216         | 1216     | 1235     | 1235      | 1254      | 1254     | 1268     | 1268 |
|      | Frederic VI | Frederic VI | Conrad II | Conrad II | Felip I | Felip I | Otó IV | Otó IV | Frederic VII | Frederic VII | Enric II | Enric II | Conrad IV | Conrad IV | Conrad V | Conrad V |      |

| #90cfcf Bucàrdides (blau fosc) — | #afffff Otonians (blau clar) — | #90ee90 Conradians (verd clar) — | #bfcf90 Babenberg (verd fosc) — | #ffff90 Hohenstaufen (groc) |